# Водное поло на летних Олимпийских играх 1900 (составы)
В соревнованиях по водному поло среди мужчин на летних Олимпийских играх 1900 приняли участие 58 спортсменов из четырёх стран и семи команд.

## Составы

### Бельгия
- Жан де Бекер
- Виктор де Бер
- Анри Коэн
- Оскар Грегуар
- Альбер Мишан
- Виктор Соннеманс
- Фернан Фаярт

### Великобритания
- Джон Дербишир
- Питер Кемп
- Томас Коу
- Уильям Листер
- Артур Робертсон
- Эрик Робинсон
- Джордж Уилкинсон

### Германия
- Ганс Аниоль
- Пауль Гебауер
- Макс Хайнле
- Георг Хакс
- Макс Лексау
- Герберт фон Петерсдорф
- Фриц Шнайдер

### Франция1
- Ж. Бертран
- Шарль де Вандевиль
- Вербекке
- Виктор Каде
- Морис Ошпье
- Леклерк
- Тиссеро

### Франция2
- Эжен Кулон
- Лериш[1]
- Луи Мартен
- Дезире Мерше
- Шарль Трефель[1]
- Фавье[1]
- Фардель

### Франция3
- Филипп Убен
- Лериш
- Жан Лёйе
- Е. Мартен
- Тартара
- Фавье
- Шарль Трефель

### Франция4
- Томас Бёрджесс
- Поль Вассёр
- Девено
- Альфонс Декупер
- Луи Лёффре
- Анри Песлье
- Песлуа